# Campo de concentração de Sachsenhausen
Sachsenhausen foi um campo de concentração na Alemanha, que esteve ativo desde julho de 1936 a abril 1945. Recebeu este nome, devido à região onde se localizava. Sachsenhausen fazia parte da cidade de Oranienburg em Brandemburgo. De agosto de 1945 até por volta de 1950, Sachsenhausen serviu como acampamento especial soviético. Foi a primeira de uma série de instalações construídas  pelos nazis, para confinar ou liquidar em massa opositores políticos, judeus, ciganos, homossexuais, Testemunhas de Jeová, e, posteriormente, milhares de prisioneiros de guerra.
Cerca de 200 mil pessoas foram aprisionadas em Sachsenhausen, com quase 50 mil mortos entre 1936 e 1945.

## Prisioneiros
O campo de concentração começou a funcionar em 12 de Julho de 1936, quando a  SS transferiu para lá 50 prisioneiros do campo de Esterwegen. Numa  primeira fase, o campo de  Sachsenhausen foi destinado principalmente a prisioneiros políticos, mas em 1938 foram levados para lá milhares de judeus, a partir de 1940,  milhares  de polacos e desde 1941 milhares de militares soviéticos, 18 mil dos quais foram fuzilados.

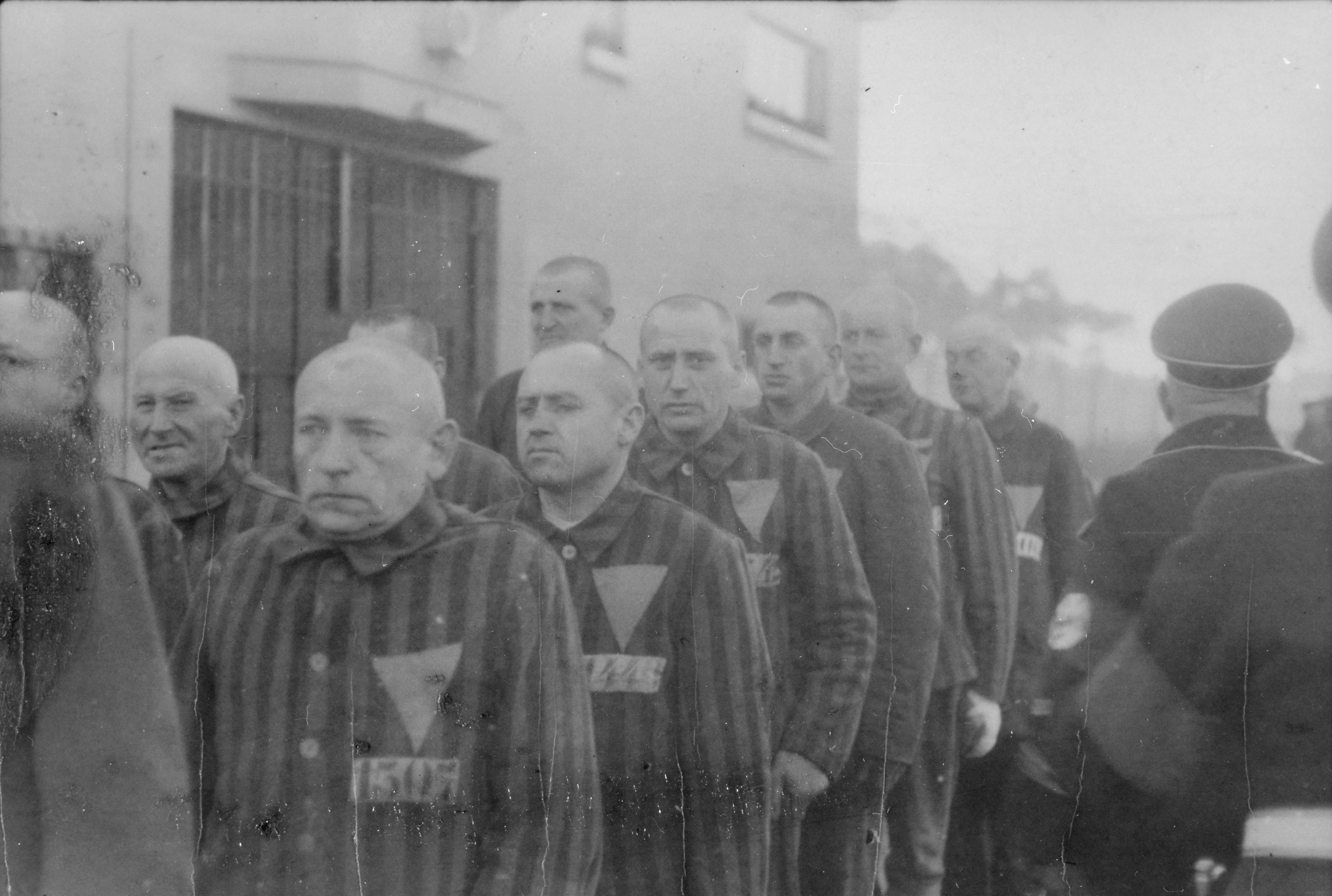
Prisioneiros, 19 Dez 1938

Durante a segunda guerra mundial, Sachsenhausen se expandiu num sistema de trabalho forçado em  60 subcampos, concentrados ao redor das fábricas de armamentos, que utilizavam  mão de obra  gratuita dos prisioneiros, na região  de Berlim. Os presos também  foram  sujeitos a experimentos médicos (ver: experimentos médicos nazistas). Em Janeiro de 1945 havia mais de 65 mil prisioneiros em Sachsenhausen, incluindo mais de 13 mil mulheres.
Antes de sua iminente derrota, os nazis ordenaram  a transferência  dos prisioneiros. Oficiais da SS dispararam contra todos aqueles incapazes de caminhar. As tropas soviéticas libertaram os sobreviventes em 2 de maio de 1945, perto da  cidade de Schwerin. Hoje se encontra  em  Sachsenhausen um monumento em memória ao  prisioneiro e funciona um museu que expõe  a realidade deste campo.
Com a ocupação de  Berlim (Berlim Oriental) por parte das forças soviéticas, Sachsenhausen  tornou-se um campo de concentração  soviético usado para repressão tanto da população  civil como dos antigos militares nazis. Os arquivos registraram a entrada 140 mil prisioneiros durante o tempo de funcionamento do campo e reconheceram a execução  de 30 mil prisioneiros, mas este número não inclui outros milhares de  prisioneiros de guerra fuzilados.

## Sachsenhausen sob os Nazis
O acampamento foi estabelecido por volta de 1936. Devido a sua localização aos arredores de  Berlim, este campo tinha uma posição especial entre os campos de concentração alemães. O centro administrativo de todos os campos de concentração situava-se em Oranienburgo, e Sachsenhausen transformou-se um centro de aprendizado para os oficiais da SS. As execuções ocorreram em Sachsenhausen, especialmente aqueles que eram prisioneiros de guerra russos.
Aproximadamente 200 000 pessoas passaram por Sachsenhausen entre 1936 e 1945. Destas, cerca de 100 000 morreram de doença, desnutrição ou de pneumonia devido ao frio congelante. Muitos outros foram executados ou morreram como resultado de experimentação médica brutal.
|  |  |  |

## Sachsenhausen sob os soviéticos
Em agosto de 1945 o Campo Soviético nº 7 foi transferido para a área do ex-campo de concentração de Sachsenhausen, onde foram mantidos os prisioneiros políticos e presidiários condenados pelo Tribunal Militar Soviético. Em 1948, Sachsenhausen, agora chamado de Campo Especial nº1, tornou-se o maior dos campos soviéticos. Entre os 60 000 prisioneiros dos 5 anos de administração russa estão jovens alemães com idades de 15 a 18 anos e pelo menos 6000 oficiais alemães transferidos dos campos aliados. Outros presidiários eram funcionários nazistas, anticomunistas e russos, incluindo colaboradores nazistas e soldados que contraíram DSTs. Valas comuns do período soviético foram encontradas em 1990.
Entre 1945 e 1950, quando o campo foi fechado, ali morreram pelo menos 12.000 pessoas.